# Kępa Bazarowa
Kępa Bazarowa (dawniej również Małpi gaj) – wyspa w Toruniu, położona między Wisłą a jej odnogą Polską Wisłą (nazywaną również Małą Wisłą). Jej powierzchnia wynosi 71 ha, długość 2,65 km, maksymalna szerokość 438 m. 32,4 ha powierzchni wyspy stanowi rezerwat przyrody, będący lasem łęgowym.
Nazwa wyspy pochodzi z XIII wieku. Prawdopodobnie wywodzi się od zatrzymujących się na niej kupców. W średniowieczu wyspa stanowiła miejsce spotkań i rozrywki. Na wyspie mieszkali przede wszystkim partacze, nielegalni rzemieślnicy konkurujący z rzemieślnikami należącymi do cechów oraz prostytutki przepędzane na wyspę przez radę Torunia. Partacze osiedlający się w XVII i XVIII wieku pochodzili ze Świecia, Brodnicy i Bydgoszczy. Ze względu na pobyt prostytutek, nazywanych małpami, wyspa była nazywana Małpim gajem. Proceder przepędzania kobiet zajmujących się nierządem trwał do XVII wieku.
1 lutego 1411 roku na wyspie zawarto I pokój toruński. W 1497 roku rozpoczęła się budowa mostu, który miał połączyć wyspę z Toruniem. Most oddano do użytku w 1500 roku.
W XV wieku rozpoczęto budowę szańca, do połowy XVI wieku była niezamieszkana, ale przypuszczalnie mogła stanowić schronienie dla zbiegów z Torunia. Kolejne umocnienia zbudowały wojska szwedzkie w XVII wieku. Działalność partaczy spotykała się z niechęcią ze strony kupców toruńskich. W 1671 roku doszło do incydentu, podczas którego podburzony tłum zniszczyły magazyny solne na wyspie, a sól wrzucili do rzeki. 6 października 1707 roku wyspę zajęły wojska szwedzkie. Kilka dni później Rosjanie wyparli Szwedów. Podczas walk został podpalony most łączący wyspę z Toruniem. Na mocy sejmu z 1767/1768 roku wyspa przeszła pod władzę miejską. Na podstawie wykazów pogłównych wiadomo, że w 1771 roku wyspę zamieszkiwały 63 osoby. W 1812 roku wyspę wzmocniono szańcem półkolistym. W 1848 roku ukończono budowę okrężnego szańca okrągłego, zwanego Szańcem Wiślanym. Został on połączony ze starym szańcem. W późniejszych latach powstała strzelnica piechoty. Szaniec naprawiano w latach 1871–1872.
Na wyspie znajduje się platforma widokowa, z której można oglądać panoramę Starego Miasta.
Fragment Kępy Bazarowej o powierzchni 32,4 ha od 1987 roku jest rezerwatem przyrody.